# Tachigali tessmannii
Tachigali tessmannii là một loài leguminous loài thân gỗ thuộc họ Fabaceae. Loài này chỉ có ở Peru.